# Citydev.brussels
Citydev.brussels (anciennement la Société de Développement pour la Région de Bruxelles-Capitale, en abrégé SDRB) est un organisme public régional créé en 1974.
En 2016, un rapport de la Cour des Comptes pointe des anomalies et des irrégularités dans la gestion du recrutement et des rémunérations de Citydev.brussels. 

## Champs d'actions
Citydev.brussels a des compétences dans deux domaines, :
- L'expansion économique

Citydev a pour vocation le soutien au développement économique et l’emploi. 
Ses activités se concentrent essentiellement sur les infrastructures d’accueil pour entreprises.
- La rénovation urbaine

La vocation de produire des logements pour des habitants à revenus moyens dans le cadre de projets de rénovation urbaine dans la Région de Bruxelles-Capitale dans le but de maintenir ou de ramener les habitants dans certains quartiers. Ces différents projets immobiliers sont réalisés par l'intermédiaire d'un partenariat entre le secteur public et le secteur privé.
Citydev a ses bureaux dans l'ancienne fabrique de tabac Gosset, à Molenbeek-Saint-Jean.